# Segolame Boy
Segolame Boy (ur. 7 listopada 1992 w Selebi-Pikwe) – botswański piłkarz grający na pozycji ofensywnego pomocnika. Od 2014 jest zawodnikiem klubu Township Rollers.

## Kariera klubowa
Swoją karierę Boy rozpoczął w klubie Miscellaneous FC. W sezonie 2012/2013 zadebiutował w jego barwach w pierwszej lidze botswańskiej. W 2014 roku przeszedł do Township Rollers. Trzykrotnie został z nim mistrzem Botswany w sezonach 2016/2017, 2017/2018 i 2018/2019 oraz trzykrotnie wicemistrzem w sezonach 2015/2016, 2019/2020 i 2021/2022.

## Kariera reprezentacyjna
W reprezentacji Botswany Boy zadebiutował 10 września 2014 roku w przegranym 0:2 meczu kwalifikacji do Pucharu Narodów Afryki 2014 z Senegalem.